# Kickapoo (taal)
Kickapoo, Kikapú of Kikapooa is een taal uit de Algonkische taalfamilie. Het Kickapoo wordt gesproken in Oklahoma en Arizona in de Verenigde Staten en Coahuila in Mexico.
De taal wordt gesproken door de Kickapoo-indianen. Sommige taalkundigen zien het als dialect van het Meskwaki (Fox), terwijl anderen en de Kickapoo zelf het als aparte taal zien. Kickapoo heeft ongeveer 500 sprekers, waarvan de meesten in de Verenigde Staten, en veel Kickapoo spreken naast hun eigen taal ook Engels en Spaans. Het is de enige Algonkische taal die gesproken wordt in Mexico.